# Концерт для фортепиано с оркестром (Пьерне)
Концерт для фортепиано с оркестром до минор, соч. 12 ― произведение французского композитора Габриэля Пьерне, законченное им в начале 1887 года, вскоре после того, как он вернулся в Париж после трёхлетнего пребывания в Риме.

## Стиль
Концерт часто сравнивают с сочинениями Камиля Сен-Санса, в частности, с его Вторым фортепианным концертом соль минор. В сопроводительных примечаниях к компакт-диску, на котором концерт записан в исполнении Филармонического оркестра Би-би-си под управлением дирижера Хуанхо Мены, музыкальный критик Джеральд Ларнер уточнил и расширил сравнение с творчеством Сен-Санса, сказав:
Посвящённый Мари-Эме Роже-Микло, хорошо известной как интерпретатор музыки Сен-Санса, он был написан по образцу уже ставшего популярным Второго фортепианного концерта соль минор этого композитора, соч. 22. Наиболее очевидное сходство между двумя произведениями заключается в их общем оформлении: центральное место в обеих композициях, в отличие от традиционной медленной части, занимает скерцо. Первая часть, однако, полностью выдержана в стиле Пьерне, даже если впечатляющее величественное вступление чем-то обязано Сен-Сансу. […] С другой стороны, «Allegro scherzando» явно заимствовано из концерта Сен-Санса, поскольку оно имеет тот же темп, написано в той же тональности ми-бемоль мажор и в том же размере 6/8, прослеживается также мелодическое сходство. Впрочем, от этого [концерт Пьерне] не менее привлекателен своими волшебными ритмами, блестящей партией фортепиано и искусной оркестровкой. <…> Помимо этого, сочинение примечательно в некотором роде предвосхищением стиля Рахманинова, который то и дело приходит на ум в главном «Allegro deciso», но не в первой теме, а в тот момент, когда фортепиано вводит великолепную мелодию в ми-бемоль мажоре, которая затем доминирует в средней части и предваряет её широкую кульминацию.

## Критика
Несмотря на сравнения с музыкой Сен-Санса, рецензент журнала «Gramophone» Брайс Моррисон заявил, что концерт обладает «собственным искромётным характером», и особо похвалил вторую часть, сказав: «Только самый аскетичный слушатель может устоять перед «Scherzando», где весёлая тема кружится в лабиринте сверкающих гармоний, напоминающих рождественскую ёлку». В «Руководстве по классической музыке» писатель Адриан Корлеонис сравнил концерт с другим произведением Пьерне ― с Фантазией-балетом для фортепиано с оркестром (1885), комментируя: «Даже если это не самая замечательная музыка, она всё равно добротно сочинённая, зачастую наполненная непрекращающимся весельем и привлекательной свежестью». Корлеонис также добавил: «Это впечатляющая музыка, насмешливая серьёзность которой уступает место ласкающему лиризму». Эндрю Клементс из «The Guardian», напротив, назвал концерт «любопытно напыщенной смесью Сен-Санса и Чайковского» и заявил, что воспринять его привлекательность достаточно трудно.

## Структура
Концерт состоит из трёх частей:
1. Allegro
2. Scherzando
3. Finale

Типичное время исполнения составляет 20 минут.

## Исполнительский состав
Концерт написан для фортепиано и оркестра, состоящего из 2 флейт, 2 гобоев, 2 кларнетов, 2 фаготов, 4 валторн, 2 труб, 3 тромбонов, литавр и струнных (скрипки (первые и вторые), альты, виолончели и контрабасы).